# Testudacarus minimus
Testudacarus minimus är en kvalsterart som beskrevs av Marshall 1943. Testudacarus minimus ingår i släktet Testudacarus och familjen Torrenticolidae. Inga underarter finns listade i Catalogue of Life.